# 小行星8012
小行星8012（英語：8012）是一颗围绕太阳公转的小行星。1990年4月29日，A. N. Zytkow、M. J. Irwin在赛丁泉山发现了此天体。
这颗小行星的绝对星等为357.94625等。